# Щоденники з Полла
«Щоденники з Полла» — драматичний фільм, знятий спільно Німеччиною, Австрією та Естонією у 2010 році.

## Сюжет
1914 рік. Чотирнадцятирічна Ода фон Зірінг — приїжджає в родовий маєток на узбережжя Балтійського моря. Батько Оди — вчений, зацікавлений вивченням мозку, який втратив звання, а мати померла і батько одружився вдруге на екцентричній Міллі. Крім батьків і зведеного брата Пауля у будинку мешкали офіцери російської армії.
Одного дня Ода знаходить Шнапса — пораненого естонця-бунтівника. Дівчинка вирішує не видавати його і допомагає йому. З будинку починають зникати їжа, бритва, нічні горшки. Коли Шнапс просить Оду дістати для нього пістолет, Пауль їй допомагає. Та злочин викривається, хлопчика карають, але він все-одно не видає сестру. Одужавши анархіст вирішує тікати та дівчина вмовляє його взяти її з собою. Шнапс інсценує пожежу. Він виходить з Одою на руках та його затримує наглядач, який вбиває бунтівника.

## У ролях
| Актор            | Персонаж         | Роль                         |
| ---------------- | ---------------- | ---------------------------- |
| Паула Бір        | Ода фон Зірінг   | донька Еббо фон Зірінга      |
| Едгар Зельге     | Еббо фон Зірінг  | батько Оди                   |
| Тамбет Туйск     | Шнапс            | анархіст                     |
| Жанетт Хайн      | Мілла фон Зірінг | мачуха Оди                   |
| Ріхі Мюллер      | Міхмерхаузен     | наглядач                     |
| Енно Требс       | Пауль фон Зірінг | син Мілли, зведений брат Оди |
| Євгеній Сітохін  | гауптман Карпов  | воєнний                      |
| Ервін Штайнхауер | професор Пльоц   | професор                     |

## Створення фільму

### Виробництво
Зйомки стрічки проходили в Естонії.

### Знімальна група
- Кінорежисер — Кріс Краус
- Сценаристи — Кріс Краус, Ода Шефер (мемуари)
- Кінопродюсер — Олександра Кордес
- Композитор — Аннетта Фокс
- Кінооператор — Даніелла Кнапп
- Кіномонтаж — Ута Шмідт
- Художник-постановник — Сілке Буер
- Артдиректори — Аня Мюллер, Роберт Реблін, Крістіане Рот, Кетрін Зіпельгас
- Художник по костюмах — Глорія Распе[2].

## Сприйняття

### Критика
Фільм отримав загалом позитивні відгуки. На сайті IMDb рейтинг стрічки становить 7/10. На сайті Rotten Tomatoes його оцінка від пересічних глядачів — 3.6/5, 73 % сподобалась стрічка.

### Номінації та нагороди
Третій фільм Кріса Крауса «Щоденники з Полла» отримав близько 20 нагород, зокрема чотири від Deutscher Filmpreis, три Баварської кінонагороди та численні визнання на фестивалях по всій Європі.